# Alex Shelley
Patrick Martin (Detroit, 23 de maio de 1983), mais conhecido por seu nome de ringue Alex Shelley, é um lutador profissional americano. Ele trabalha atualmente para a WWE, na marca SmackDown. Ele é mais conhecido por seu tempo na Total Nonstop Action Wrestling (TNA).
Ele ganhou fama inicialmente no circuito independente, trabalhando para a Ring of Honor (ROH), bem como no Japão, para a Pro Wrestling Zero1-Max. Também trabalhou para a New Japan Pro-Wrestling (NJPW), onde conquistou o IWGP Junior Heavyweight Tag Team Championship por três vezes ao lado de Kushida e o Strong Openweight Tag Team Championship ao lado de Chris Sabin, como parte dos Motor City Machine Guns.

## Carreira

### Antes da Fama
Martin entrou na BCW Can-Am Wrestling School e começou a ser treinado por Scott D'Amore e Joe. E. Legend. Em 2002, Martin debutou com o ring name de "Alex Shelley", um nome criado pela combinação de Alex DeLarge e Pete Shelley. Shelley foi para a IWA Mid-South, ficando lá por seis meses até ir para a Combat Zone Wrestling. Não muito tempo depois, ele foi para a Ring of Honor. No dia 12 de Junho de 2005, Shelley fez uma aparição no WWE Heat, perdendo para Simon Dean.

### Ring Of Honor (2003-2008)
Shelley fez seu debut na Ring of Honor em 28 de Junho de 2003, no Lutadorave 2003, enfrentando B.J. Whitmer, Tony Mamaluke e Jimmy Jacobs em uma Four Corners Survival Match, vencida por Whitmer. Em 2003 e no começo de 2004, ele teve feuds com Jimmy Jacobs e com Matt Stryker.

#### Generation Next (2004)
No Generation Next em 22 de Maio de 2004, Shelley formou a stable "Generation Next" com Austin Aries, Jack Evans e Roderick Strong. Alex Shelley era o líder da stable. Eles se auto dominavam como "o melhor que a Ring of Honor tem para oferecer". Eles tiveram feuds com lutadores como Matt Stryker, Jimmy Rave e John Walters.
Em 17 de Julho de 2004, no Reborn: Completion, Shelley perdeu para Doug Williams na final do torneio valendo o ROH Pure Championship. Na mesma noite, a Generaion Next atacou Ricky Steamboat. No "The Midnight Express Reunion" no dia 2 de Outubro, a Generation Next lutou e venceu CM Punk, John Walters, Jimmy Jacobs e Ace Steel. Depois dessa luta, Alex Shelley disse que estava interessado no ROH World Championship de Samoa Joe. Aries, então, anunciou que também está atrás do título.
Em 26 de Dezembro de 2004, no Final Battle, Shelley e Strong foram derrotados por CM Punk e Steve Corino. Depois da luta, Aries disse que acha que Shelley está perdendo muito tempo na TNA e então ele está liderando a Generation Next. Aries e Strong, então, atacaram Shelley e o expulsaram da Generation Next.

#### The Embassy (2005-2006)
Shelley feudou com a Generation Next durante o começo de 2007, perdendo para Aries valendo o ROH World Championship no Manhattan Mayhen em 7 de Maio. Em 23 de Julho, Shelley iria lutar em uma tag team match contra Aries e Strong, com um parceiro misterioso. Shelley deu especulações nos backstages de que seu parceiro seria alguém que tivesse fazendo seu debut na ROH. Ele depois revelou que não teria um parceiro, e entrou na stable "The Embassy". The Embassy começou uma feud com a Generation Next, que culminou em uma eight-man elimination Steel Cage Match em 3 de Dezembro. A Generation Next (Austin Aries, Roderick Strong, Jack Evans e Matt Sydal) venceu The Embassy (Alex Shelley, Jimmy Rave, Abyss e Nana).
No Hell Freezes Over em 14 de Janeiro de 2006, Shelley fez tag com Rave para vencer Claudio Castagnoli e Azrieal. Na mesma noite, Prince Nana ofereceu para comprar o ROH World Championship de Bryan Danielson depois deste vencer Chris Hero. Após Danielson recusar a oferta de Nana, The Embassy o atacou, com Shelley aplicando o Sliced Bread #2. No show seguinte, The Embassy de Shelley, Rave e Abyss venceu o torneio Trios de 2006 vencendo a Generation Next de Jack Evans, Matt Sydal e o parceiro deles Jimmy Yang na final. Com essa vitória, cada lutador vencedor podia escolher uma luta que quisesse. Shelley e Rave escolheram uma title shot pelo ROH World Championship. Originalmente, estava marcado para Shelley enfrentar Danielson pelo título em 11 de Fevereiro, mas uma severa nevasca atingiu o Nordeste dos EUA e a TNA pediu para Shelley voltar para Orlando, Florida. Shelley teve a oportunidade de lutar contra Danielson um mês depois, valendo o title, porém, perdeu a luta.

#### Algumas aparições em dupla
Após uma saída de Shelley da ROH, ele voltou à empresa com Chris Sabin em 30 de Março de 2007, depois dos Briscoe Brothers vencerem o ROH World Tag Team Championship. Os dois desafiaram Jay Briscoe para uma luta valendo o título em 28 de Abril em Chicago, depois de Briscoe aceitar, Shelley e Sabin atacaram ele. Os dois perderam a luta e saíram da empresa.
Em Abril de 2008, Shelley e Sabin retornaram à ROH perdendo para The Age of the Fall (Jimmy Jacobs e Tyler Black) e vencendo Os Briscoe Brothers (Jay e Mark) nos dias 18 de 19 respectivamente.
Em Agosto de 2008, Shelley e Sabin voltaram à ROH, lutando contra Austin Aries e Bryan Danielson em uma luta que terminou em empate após a luta ter 25 minutos, o tempo máximo da luta. No dia seguinte, eles perderam para Kevin Steen e El Generico. Shelley e Sabin estavam marcados para voltar a ROH em 24 e 25 de Outubro, mas eles foram proibidos de ir pela TNA, sendo substituídos pela The Latin American Xchange
Em 13 de Fevereiro de 2010, a Ring of Honor anunciou que a Motor City Machine Guns irá retornar à empresa em 8 de Maio. Em 8 de Maio, a Motor City Machine Guns perdeu para os ROH World Tag Team Champions "Kings of Wrestling" (Claudio Castagnoli e Chris Hero) por desqualificação após os Briscoe Brothers interferirem  na luta.

### Pro Wrestling Zero1-Max (2005-2008)
Em Março de 2005, Shelley assinou com a Pro Wrestling Zero1 Max. Em 19 de Setembro de 2005, ele vence o Zero1-Max United States Openweight Championship em Tokio no Japão vencendo Sonjay Dutt. Ele ficou com o título até o dia 23 de Novembro, após perder para Cristopher Daniels.
Em 25 de Agosto de 2006, no Korauken Hall's Zero-1 Max, Shelley e Chris Sabin se tornaram os NWA Internation Lightweight Tag Team Championship após venceram os campeões Ikuto Hidaka e Minoru Fujita. Em 6 de Abril de 2008, eles perderam o título para Minoru Fujita e Takuya Sugawara.

### Total Nonstop Action Wrestling (2004-2011)

#### 2004-2005
Shelley assinou um contrato com a TNA em 8 de Julho de 2004. Ele fez tag com Goldy Locks. Shelley pediu sua demissão da TNA por não estar sendo utilizado pelo booker Dusty Rhodes.
Shelley assinou um novo contrato com a TNA em 2005, após Dusty Rhodes não ser mais booker da empresa, e voltou em 19 de Junho de 2005 no Slammyversary perdendo para Shocker. Ele veio a formar uma tag com Michael Shane, perdendo para a tag America's Most Wanted no No Surrender em 17 de Julho de 2005. Shelley entrou no Torneio Super X Cup de 2005, mas perdeu para Samoa Joe nas semifinais em 7 de Agosto. Ele entrou no Chris Candido Memorial Tag Team Tournament com Sean Waltman como seu parceiro, e venceu o torneio vencendo Shocker e Chris Sabin no episódio de 9 de Setembro da TNA iMPACT!. Como resultado da vitória, ele e Waltman ganharam uma luta pelo NWA World Tag Team Championship em um four-way tag team match no TNA Unbreakable em 11 de Setembro. Shelley perdeu a luta.
Shelley lutou na X Division em 2005, lutando contra Austin Aries várias vezes. Em Novembro de 2005, ele estreou sua nova gimmick de "the Shelley-cam". No finalzinho de 2005, ele começou a lutar de tag com Austin Aries e Roderick Strong, feudando contra Sonjay Dutt, Chris Sabin e Matt Bentley.

### Retorno à WWE (2024–presente)
Em 13 de setembro de 2024, foi relatado que Shelley e seu parceiro de dupla, Chris Sabin, assinaram um contrato com a WWE. Shelley e Sabin estrearam no SmackDown em 18 de outubro, derrotando A-Town Down Under (Austin Theory e Grayson Waller) e Los Garza ((Angel e Berto) do Legado Del Fantasma na semifinal do torneio que determinava os desafiantes número um ao Campeonato de Duplas da WWE. Eles enfrentarão #DIY (Johnny Gargano e Tommaso Ciampa) na final em 25 de outubro no episódio do SmackDown.

## Outras mídias
Shelley apareceu nos videogames TNA Impact! e TNA Wrestling Impact!.

## Vida pessoal
Martin é fã de punk rock. Ele já usou o logo da banda Teenage Bottlerocket em seu traje de ringue, e a banda mencionou estar em contato com ele. Além do wrestling, ele é o vocalista de uma banda de rock chamada The High Crusade, que inclui seus amigos e colegas lutadores Chris Sabin e Petey Williams.
Preparando-se para uma carreira após seus dias como lutador, Martin é clínico de fisioterapia. Ele escolheu essa carreira devido à falta geral de fisioterapeutas na luta livre profissional e ao desejo de ajudar as pessoas. Após o término de seu contrato com a ROH em 2018, Martin iniciou um estágio clínico de um ano para se tornar certificado. Sua carreira como clínico fez com que ele perdesse o pay-per-view Hard to Kill devido à COVID-19 e se concentrasse em seu trabalho principal.

## No wrestling
- Finishing and signature moves
  - Border City Stretch (Chickenwing over the shoulder crossface)
  -  WA4 (Over the shoulder belly to back piledriver)
  - Shellshock[5] (Inverted headlock swinging reverse STO)
  - Sliced Bread #2[13][14] (springboard backflip three–quarter facelock diving reverse DDT)
  - Underarm snap STO – 2006
  - @LX–Plex (Swinging fisherman suplex)
  - Backpack stunner
  - Frog splash
  - It Came from Japão (Cross–armed scoop brainbuster)
  - It Came from Japão II (Cross–legged fisherman buster)
  - Leaping double knee backbreaker, second rope
  - Modified dragon sleeper
  - Running double knee strike
  - Running single knee facebreaker
  - Senton
  - Shining wizard
  - Skull Fuck / Total Nonstop Alex (Consecutive push up facebusters)
  - Springboard seguido de um back elbow smash e um moonsault
  - Superkick
- Managers
  - Goldylocks
  - Prince Nana
  - Daizee Haze
  - Kevin Nash
  - Victoria Crawford
  - Chris Sabin

## Títulos e prêmios
- ACTION Wrestling

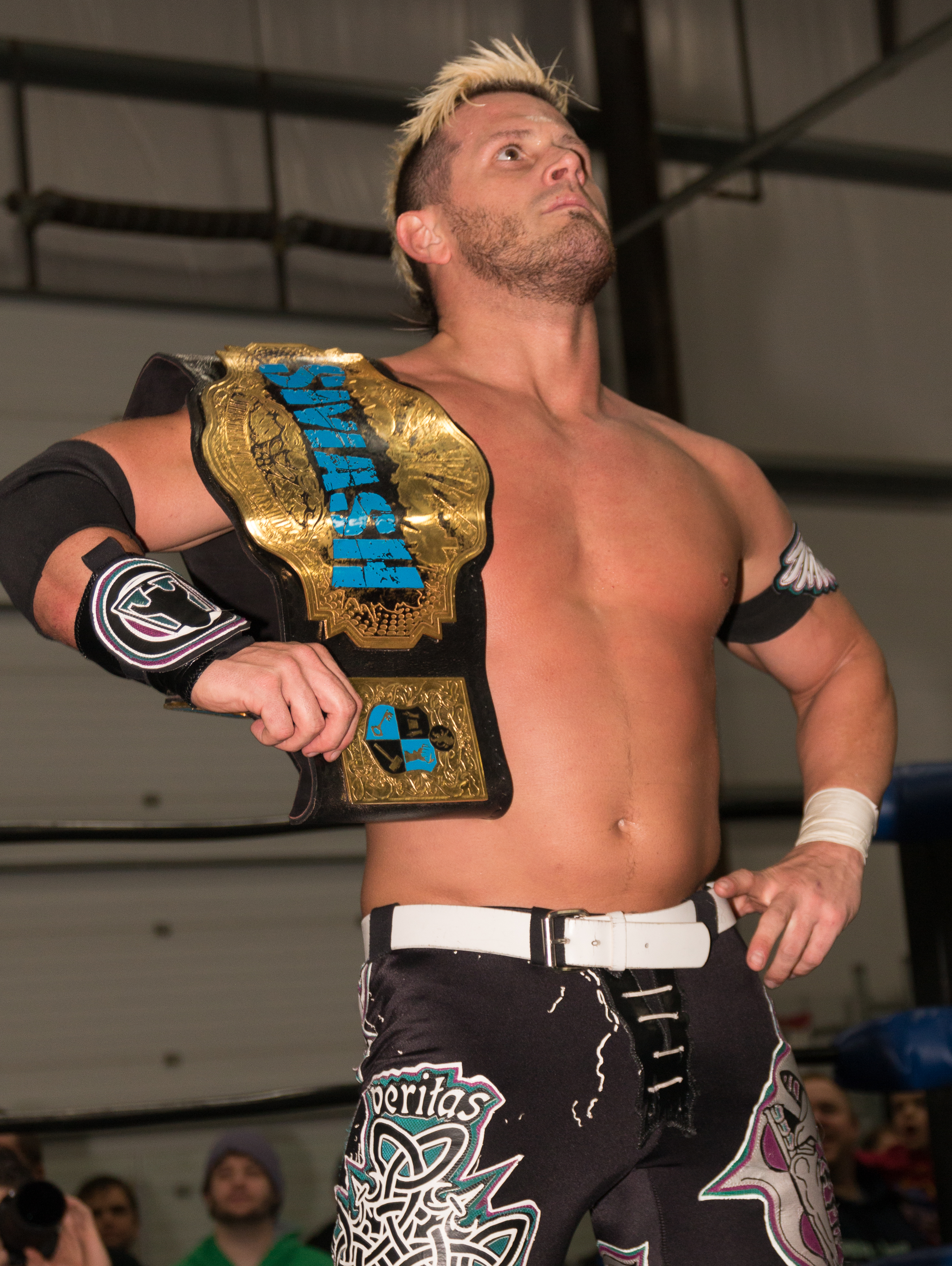
Shelley com o cinturão do Smash Wrestling Championship.

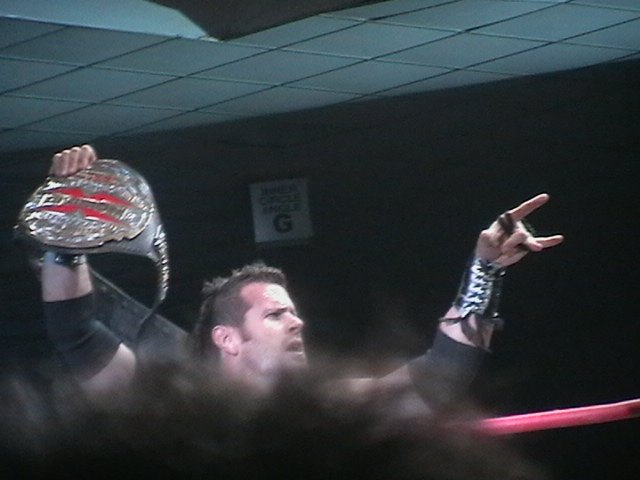
Shelley é uma vez campeão da X Division da TNA.

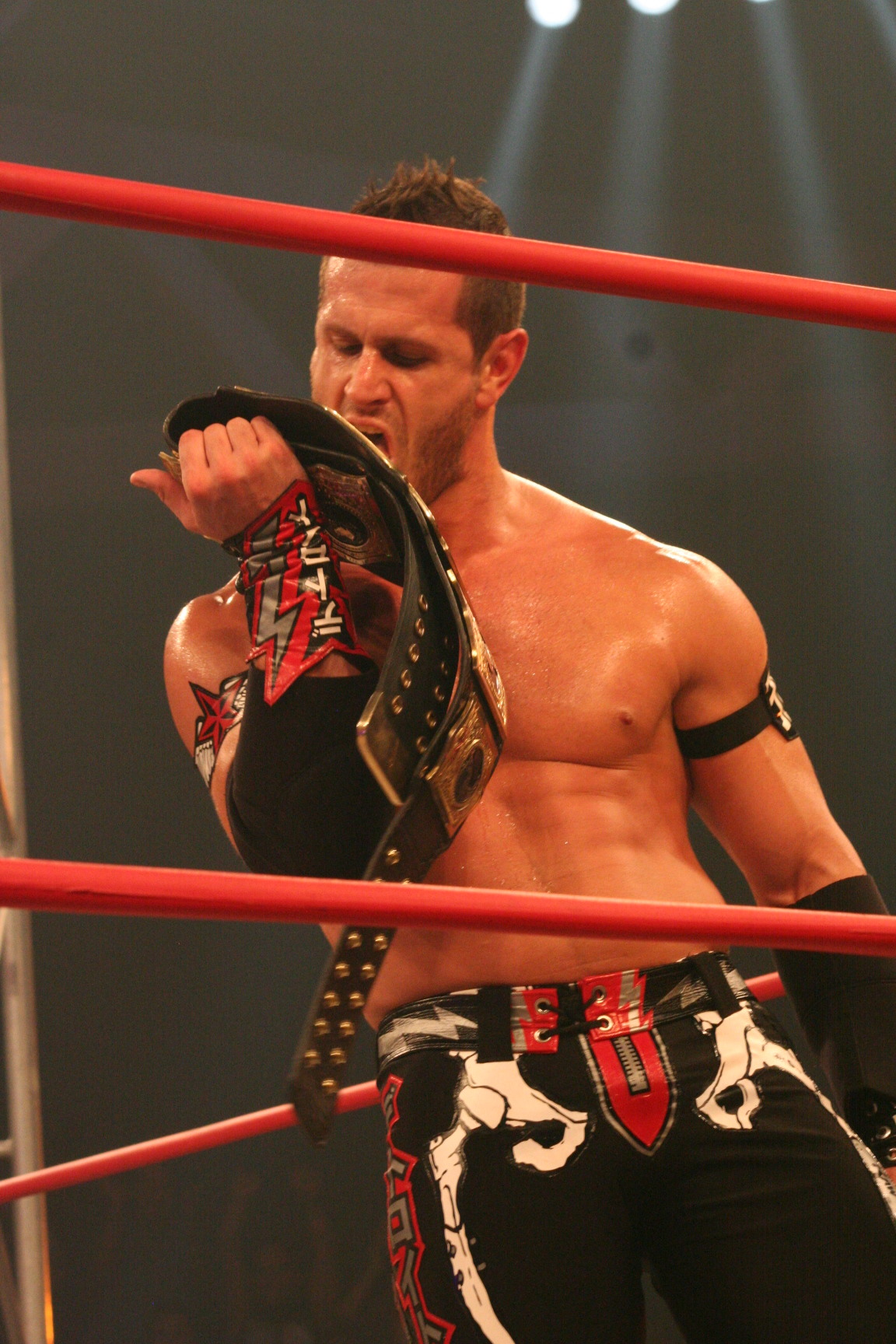
Shelley é três vezes campeão mundial de duplas da TNA/Impact com Chris Sabin.

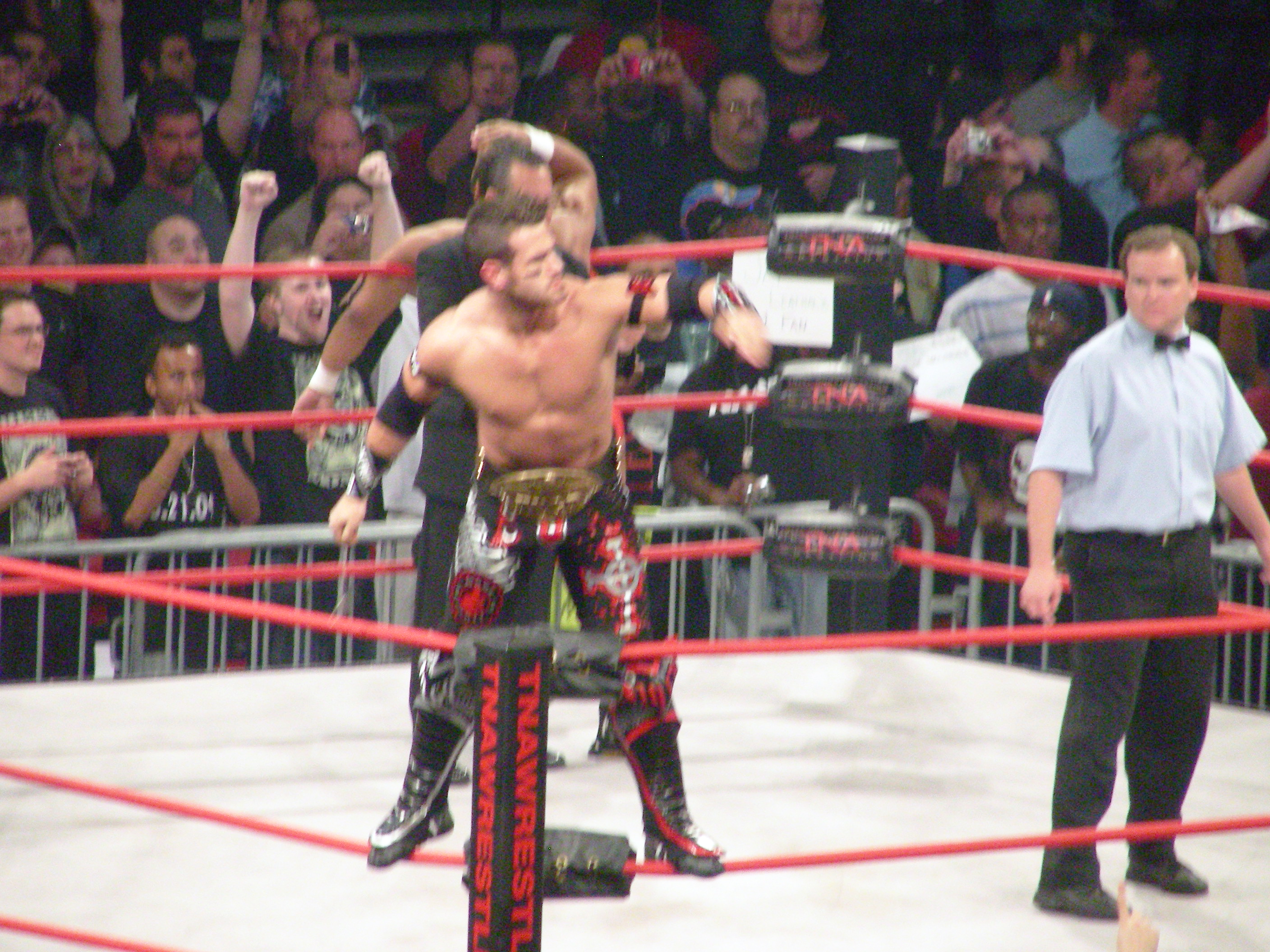
Shelley com o cinturão do IWGP Junior Heavyweight Tag Team Championship no Slammiversary 2009

  - ACTION Award por Luta do Ano (2022) – Vs. AC Mack no "Southeast First"[15]
- All American Wrestling
  - AAW Tag Team Championship (1 vez) – com Chris Sabin[16]
- The Baltimore Sun
  - Dupla do Ano (2010) – com Chris Sabin[17]
- Border City Wrestling
  - BCW Can-Am Television Championship (1 vez)[18]
- Black Label Pro
  - BLP Midwest Championship (1 vez)[19]
  - Turbo Graps 16 (2020)[20]
- City Championship Wrestling
  - CCW Tag Team Championship (1 vez, atual) – com Chris Sabin[21]
- Combat 1 Pro Wrestling
  - Combat 1 Crash Champion (1 vez, inaugural)[22]
  - Combat 1 Crash Title Tournament (2023)
- Combat Zone Wrestling
  - CZW World Junior Heavyweight Championship (1 vez)[2]
- Consejo Mundial de Lucha Libre
  - CMLL Grand Prix Jr. Winner 2008[23]
- Deadlock Pro-Wrestling
  - DPW Worlds Tag Team Championship (1 vez) – com Chris Sabin[24]
- Game Changer Wrestling
  - GCW Tag Team Championship (1 vez) – com Chris Sabin[25]
- Great Lakes Wrestling
  - GLW Cruiserweight Championship (1 vez)[2]
- IndependentWrestling.tv
  - IWTV Independent Wrestling World Championship (1 vez)[26]
- Insane Wrestling Federation
  - IWF Cruiserweight Championship (1 vez)[2]
- Maryland Championship Wrestling
  - MCW Cruiserweight Championship (1 vez)[2]
- New Japan Pro-Wrestling
  - IWGP Junior Heavyweight Tag Team Championship (3 vezes) – com Chris Sabin (1) e Kushida (2)[27]
  - Strong Openweight Tag Team Championship (1 vez) – com Chris Sabin[28][29]
  - Super Jr. Tag Tournament (2012) – com Kushida[30]
- NWA Midwest
  - NWA Midwest X Division Championship (1 vez)[27]
- Ontario Championship Wrestling
  - OCW Tag Team Championship (1 time) – com R.C. Cross[2]
- Prestige Wrestling
  - Prestige Championship (2 vezes)[31]
- Pro Wrestling Illustrated
  - PWI Tag Team of the Year (2010)[32]
  - PWI o colocou na #23ª posição dos 500 melhores lutadores individuais em 2024[33]
- Pro Wrestling ZERO1-MAX
  - NWA International Lightweight Tag Team Championship (1 vez) – com Chris Sabin[27]
  - ZERO1-MAX United States Openweight Championship (1 vez)[2]
- Ring of Honor
  - Campeonato Mundial de Duplas da ROH (1 vez) – com Chris Sabin[34]
  - Trios Tournament (2006) – com Jimmy Rave e Abyss[2]
- Sanctuary Fight Club
  - SFC Thrash Zone Championship (1 vez, atual)[35]
- Smash Wrestling
  - Smash Wrestling Championship (1 vez)[36]
- The Wrestling Revolver
  - REVOLVER Championship (1 vez)[37]
  - PWR Remix Championship (1 vez)[38][39]
- Total Nonstop Action Wrestling/Impact Wrestling
  - Impact/TNA World Championship (1 vez)
  - Campeonato Mundial de Duplas da TNA/Impact (3 vezes) – com Chris Sabin[40][41]
  - Campeonato da X Division da TNA (1 vez)[2]
  - Chris Candido Memorial Tag Team Tournament (2005) – com Sean Waltman[2]
  - Gauntlet for the Gold (2008 – Dupla) – com Chris Sabin)[42]
  - Paparazzi Championship Séries (2007)[43]
  - TNA World X Cup (2006) – com Chris Sabin, Sonjay Dutt e Jay Lethal[44]
  - TNA / Impact Year End Awards (4 vezes)
    - Dupla do Ano (2007)[45]
    - Momento do Ano (2020) – retornando ao Impact no Slammiversary, compartilhado com os outros retornos e estreias naquela noite.[46]
    - Dupla Masculina do Ano (2022)[47]
    - Lutador Masculino do Ano (2023)[48]

  - Décimo vencedor do Triple Crown
- UWA Hardcore Wrestling
  - UWA Lightweight Championship (2 vezes)[2]
- WWE
  - Campeonato de Duplas da WWE (1 vez) – com Chris Sabin
- westside Xtreme wrestling
  - wXw World Heavyweight Championship (2 vezes)[49]
- Xtreme Intense Championship Wrestling
  - XICW Cruiserweight Championship (1 vez)[2]
  - XICW Midwest Heavyweight Championship (1 vez)[50]
  - XICW Tag Team Championship (1 vez) – com Jaimy Coxxx[27]